# Gintrac
Gintrac é uma comuna francesa na região administrativa de Occitânia, no departamento de Lot. Estende-se por uma área de 6,79 km². Em 2010 a comuna tinha 108 habitantes (densidade: 15,9 hab./km²).